# Libor Svoboda
Libor Svoboda (* 1970) je český historik, specializující se na moderní české dějiny, dějiny východní Evropy a dějiny bezpečnostních sborů. Mezi lety 1994 až 1999 vystudoval obor historie, etnologie a religionistika na Filozofické fakultě Masarykovy univerzity a zároveň politologii na Fakultě sociálních studií. V roce 2006 na FF MUNI absolvoval též doktorské studium. Od roku 2009 pracuje v Ústavu pro studium totalitních režimů, kde byl v letech 2009 až 2010 vedoucím redaktorem časopisu Securitas Imperii a od roku 2010 pracuje v Oddělení výzkumu období 1945–1968.